# Geografia Komorów

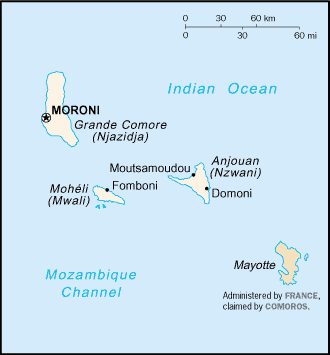
Mapa wysp

Komory (Związek Komorów) są niewielkim wyspiarskim państwem położonym na archipelagu na Oceanie Indyjskim w pobliżu wschodnich wybrzeży Afryki. Wyspy leżą w północnej części Kanału Mozambickiego. Do roku 1975 Komory podlegały Francji jako kolonia. Po uzyskaniu niepodległości kraj ten stał się federacyjną republiką islamską, z islamem jako religią państwową.

## Powierzchnia i granice
Powierzchnia – 2170 km².
Największa wyspa: Wielki Komor (N’gazidja) ma 1146 km²
Skrajne punkty: północny 11°00′S, południowy 13°00′S, zachodni 43°00′E, wschodni 45°00′E.
Komory jako kraj wyspiarski graniczą poprzez wody terytorialne:
- od zachodu z Mozambikiem
- od północy z Seszelami, a dokładniej z koralową wyspą Aldabra, która należy do Republiki Seszeli
- od wschodu z Majottą, która jest terytorium zależnym Francji
- od południa i południowego wschodu z Madagaskarem

Długość linii brzegowej wynosi 340 km.

## Budowa geologiczna i rzeźba

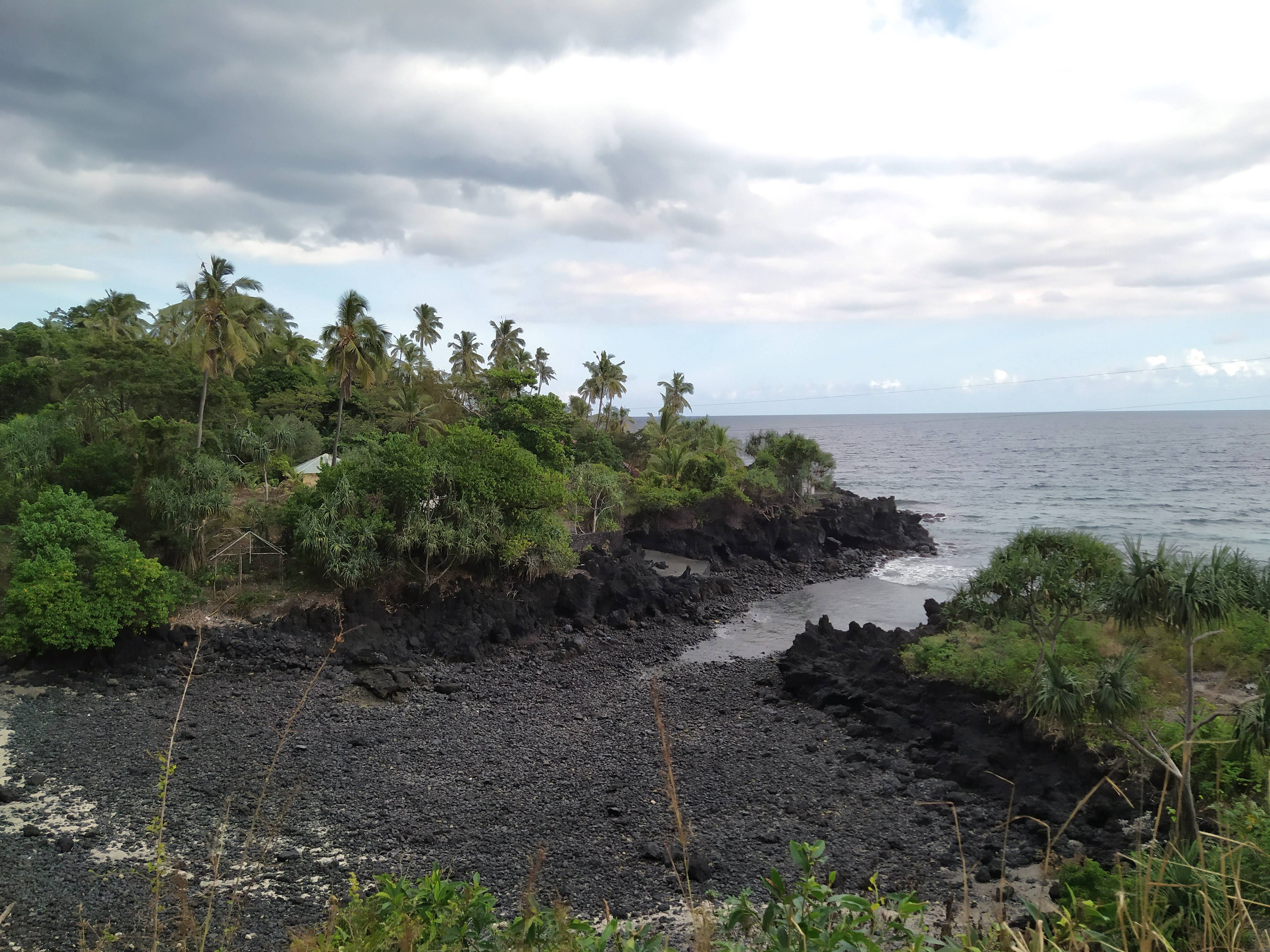
Czarne, wulkaniczne skały wybrzeża Komorów

Komory są wyspami pochodzenia wulkanicznego, na których wznoszą się stożki wulkaniczne. Na największej wyspie jest czynny wulkan Kartala o wysokości 2361 m n.p.m. Jego krater ma średnicę około 3 km. Wielki Komor zbudowany jest z bazaltów.
Wyspy różnią się ukształtowaniem terenu. Wielki Komor jest najbardziej wysunięty na zachód. Z lotu ptaka przypomina odcisk ludzkiej stopy, skierowanej w ku południowi. Najwyższe wzniesienie, czyli wulkan Kartala, znajduje się u nasady środkowego palca.
Pozostałe wyspy, również cechują się wyrazistą rzeźbą terenu oraz dobrze rozwiniętą linią brzegową. Anjouan, zwany też Ndzuwani, o powierzchni 424 km² także jest górzysty, zwieńczony wygasłym wulkanem N’tingui o wysokości 1595 m n.p.m. Wyspa ta ma najbardziej urozmaiconą linię brzegową. Składa się z trzech półwyspów, które są zwieńczone leżącym w centrum wyspy wulkanem. Rzeźba jest bardzo wyrazista, składająca z licznych wzniesień, wzgórz i stromych zboczy. Obszary górskie zajmują połowę obszaru wyspy. Grzbiety i doliny są wąskie, na całej wyspie rozsiane są stożki i kratery. Brak terenów równinnych.
Mohéli, zwana też Mwali, jest najmniejszą wyspą, leżącą mniej więcej pomiędzy dwoma pozostałymi. Jest znacznie niższa niż Wielki Komor czy Anjouan. Najwyższy szczyt, liczący 790 m n.p.m., znajduje się w północno-zachodniej części wyspy.

## Klimat

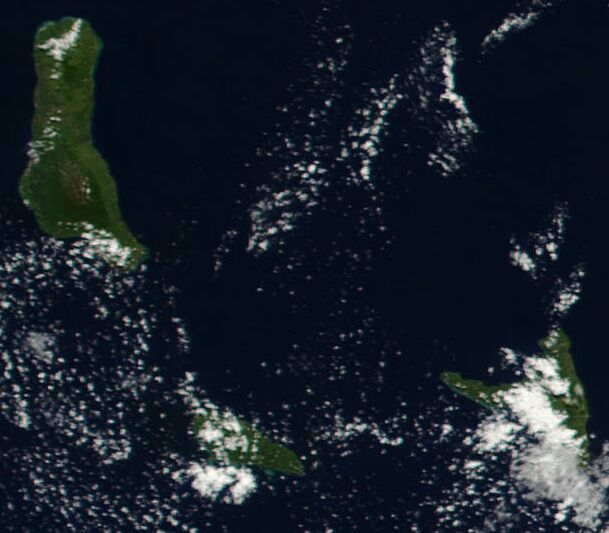
Komory – zdjęcie satelitarne

Wyspy leżą w strefie klimatu podrównikowego wilgotnego, z silnymi wpływami morskimi. Średnia temperatura roczna wynosi około 26 °C, jedynie na znacznych wysokościach – poniżej 20 °C. Na kraterze Kartali średnia roczna wynosi 18 °C. Na niewielkie amplitudy i wysokie temperatury ma wpływ nie tylko typ klimatu, ale i obecność oceanu. Z tego względu do częstych zjawisk należą burze, występujące średnio 80 dni w roku. Opady w kraju są wysokie, a ich ilość zależy od wyniesienia nad poziom morza. Średnia roczna wysokość opadów waha się w granicach od 1000 do 3000 mm. Na deszcze mają wpływ także wiatry (wyspy znajdują się pod wpływem wiatrów monsunowych). Mimo obecności oceanu i niewielkiej powierzchni wysp występują pory suche. Na wschodnich wybrzeżach Njazidiji i Nzawani pora sucha trwa pół roku, jednak występują wtedy opady. W czasie pory deszczowej opady nasilają się do 250 mm miesięcznie.

## Wody
Mimo dużych opadów sieć rzeczna jest bardzo słabo wykształcona. Ze stoków wulkanicznych wypływa niewiele rzek, są one krótkie i wartkie, z licznymi wodospadami i progami. Żadna nie nadaje się do żeglowania.

## Gleby
Gleby Komorów są płytkie, ale bardzo żyzne, zawierające sporo części szkieletowych. Najważniejszymi są andosole, powstałe z popiołów wulkanicznych. Występują także eutroficzne gleby brązowe, które wykształciły się m.in. na aluwiach. Tego rodzaju gleby są zaliczane do najbardziej żyznych i są bardzo przydatne dla rolnictwa. Miejscami występują także ubogie gleby ferralitowe.

## Flora

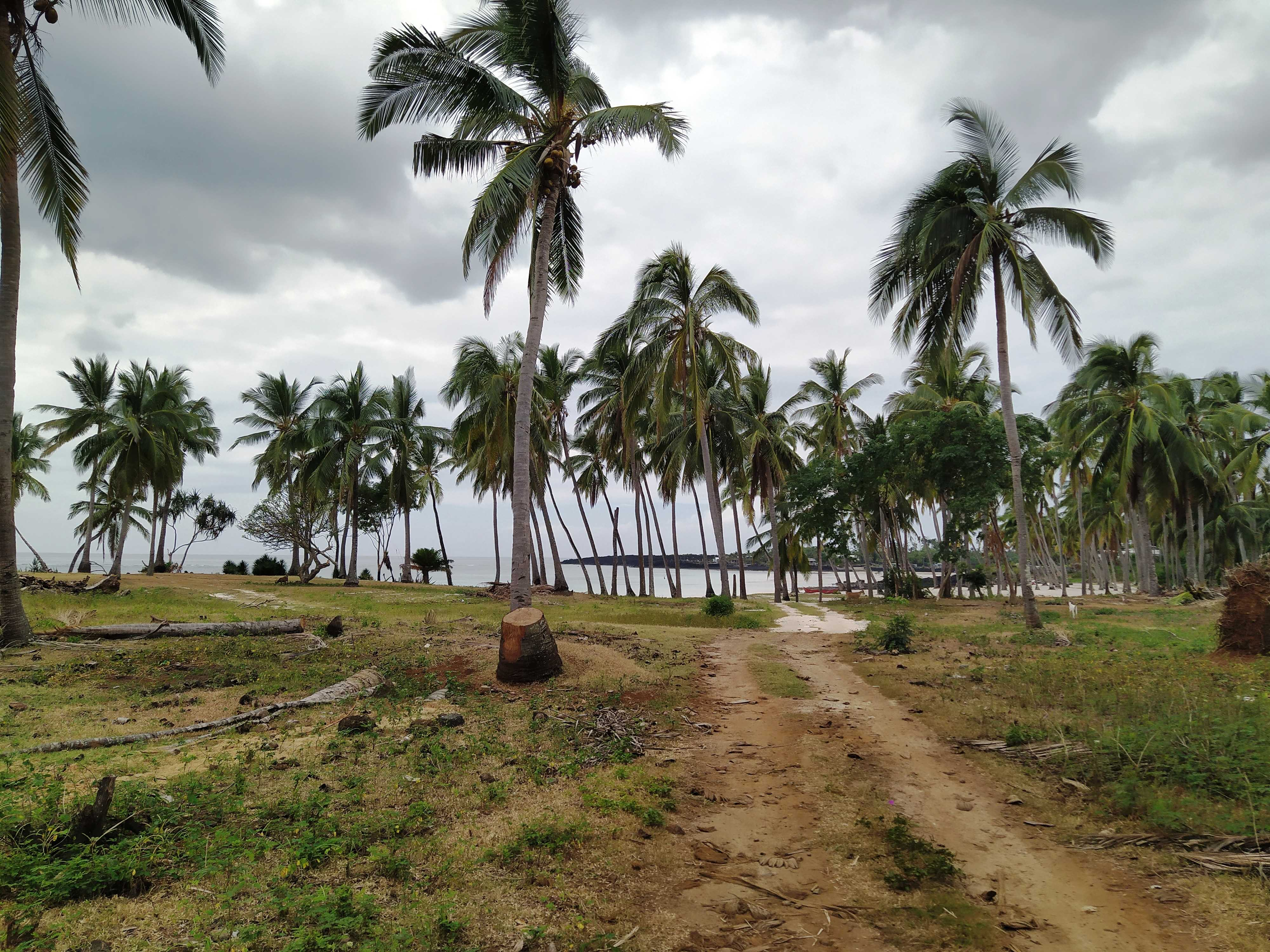
Palmy kokosowe na Komorach

Pierwotnie wyspy były porośnięte lasem tropikalnym, jednak współcześnie zajmuje on jedynie około 15% powierzchni kraju, głównie w wyższych partiach gór. Dominującą formacją roślinną jest sawanna, powstała w wyniku działalności rolniczej. Resztę obszarów zajmują plantacje i inne użytki rolne.
Do powszechnych drzew należą palmy, a w lasach hebanowce i paprocie drzewiaste. W wodach oblewających wyspy licznie występują rafy koralowe.

## Fauna
Świat zwierząt został w dużym stopniu przetrzebiony intensywną działalnością rolniczą i z powodu dużej gęstości zaludnienia. W lasach występują typowe dla strefy równikowej zwierzęta, przede wszystkim liczne gatunki ptaków, drobne gady (także m.in. jadowite gatunki węży), owady, a także małpy. W okalających wyspy wodach morskich żyje wiele gatunków ryb (w tym rekiny).